# Maria Malicka
Maria Malicka (Cracovia, 9 maggio 1900 – Cracovia, 30 settembre 1992) è stata un'attrice cinematografica polacca.
Apparve in dieci film tra il 1927 e il 1966.

## Filmografia parziale
- Zew morza, regia di Henryk Szaro (1927)
- Uwiedziona (1931)
- Pan Twardowski (1936)
- Bariera (1966)